# Rivara
Rivara  (piemontesisch Rüvera) ist eine Gemeinde in der italienischen Metropolitanstadt Turin (TO), Region Piemont.
Rivara ist Mitglied der Bergkommune Comunità Montana Alto Canavese. Rivara liegt 37 km nördlich von Turin. Das Gemeindegebiet umfasst eine Fläche von 12 km² und hat 2494 Einwohner (Stand 31. Dezember 2023). 
Die Nachbargemeinden sind Pratiglione, Valperga, Prascorsano, Forno Canavese, Pertusio, San Ponso, Busano, Levone und Barbania.

## Söhne und Töchter
- Lino Pizzi (* 1942), katholischer Geistlicher, emeritierter Bischof von Forlì-Bertinoro